# 에이초
에이초(永長, えいちょう)는 일본의 연호(元号) 중 하나이다.
- 전후 : 가호(嘉保) 이후 - 조토쿠(承徳) 이전.
- 시기 : 1096년 ~ 1097년
- 천황 : 호리카와 천황

## 개원(改元)
- 가호 3년 12월 17일(율리우스력 1097년 1월 3일), 천변과 지진으로 인해 개원.
- 에이쵸 2년 11월 21일(율리우스력 1097년 12월 27일), 조토쿠로 개원된다.

## 출전
『후한서·광무제기』의 「享国永長、為後世法」.

## 서력과의 대조표
| 에이초      | 원년       | 2년        |
| ----------- | ---------- | ---------- |
| 서기 (西紀) | 1096년     | 1097년     |
| 간지 (干支) | 병자(丙子) | 정축(丁丑) |

## 같이 보기
- 일본의 연호 일람

| 이전 가호 | 일본의 연호 1096년 ~ 1097년 | 다음 조토쿠 |